# Spalacidae
Spalacidae é uma família de roedores fossoriais e semi-fossoriais endêmica do Velho Mundo. Constitui um grupo monofilético de muróideos adaptados a vida subterrânea, cujas principais adaptações são a redução dos olhos, orelhas e membros, garras dianteiras bem desenvolvidas, e corpo em formato fusiforme. São animais solitários, territorialistas e predominantemente sedentários. Cerca de seis espécies correm algum tipo de risco de extinção. E três espécies necessitam de uma revisão taxonômica.

## Distribuição geográfica e habitat
A família é endêmica do Velho Mundo. Podendo ser encontrada na Europa, da Ucrânia aos Bálcãs e leste do Mediterrâneo, na África, ao oeste, até a Líbia, e ao sul, até o norte da Tanzânia, e na Ásia, do oeste da China, ao sul, até Sumatra, e ao norte, até o sul da Sibéria.
Estes roedores costumam ser encontrados em estepes, savanas, áreas agrícolas e florestas. Eles evitam áreas desérticas, preferindo solos úmidos e semiúmidos. Algumas espécies podem ser encontradas em regiões montanhosas, até os 4.000 metros de altitude.

## Características
Todas as espécies recentes são caracterizadas por especializações morfológicas, fisiológicas e comportamentais associadas com o estilo de vida subterrâneo. Embora cada família possa ser diagnosticada por traços únicos, e o padrão de oclusão dos molares seja dissimilar, todos compartilham uma arquitetura cranial e esquelética integrada com um sistema muscular que caracterizam roedores altamente especializados a vida fossorial.
Possuem corpos fortes, arredondados, parecidos com o das toupeiras, olhos diminutos e orelhas externas curtas, pelagem densa, e membros curtos. As suas cabeças são largas e eles têm os músculos do pescoço desenvolvidos. Os incisivos são grandes e projetados anteriormente com a finalidade de ajudar na escavação das tocas, exceto na subfamília Myospalacinae (cujos integrantes utilizam os membros anteriores para cavar, em vez dos incisivos). O tamanho corporal é variado e oscila desde os 130 mm de comprimento e 100 gramas do Spalax leucodon, aos 480 mm e 4 quilogramas do Rhizomys sumatrensis. Em algumas espécies, como Tachyoryctes splendens, os machos são maiores, e em outros, não há nenhum dimorfismo sexual discernível.

### Sinapomorfias
Em estudo recente Norris e colaboradores  enumeraram várias características presentes em todos os membros desta família, e que os distingue do restante dos roedores muróideos (clado Eumuroidea).
1. perda ou redução dos olhos;
2. redução da orelha externa (pinnae);
3. cauda menor que 50% do comprimento do corpo;
4. corpo robusto;
5. focinho largo;
6. crânio triangular;
7. canal infraorbital ovóide;
8. canal infraorbital não se estende ventralmente para o teto do palato;
9. perda ou redução da placa zigomática;
10. canal infraorbital contendo o canal nasolacrimal;
11. forame incisivo de tamanho pequeno a médio;
12. musculatura do pescoço bem desenvolvida com pontos de fixação proeminentes no occipital;
13. pequena redução do terceiro molar em comparação ao primeiro e segundo;
14. número igual de cúspides no segundo e terceiro molar;
15. orientação distinta do manúbrio do martelo (manubrium mallei).

## Comportamento

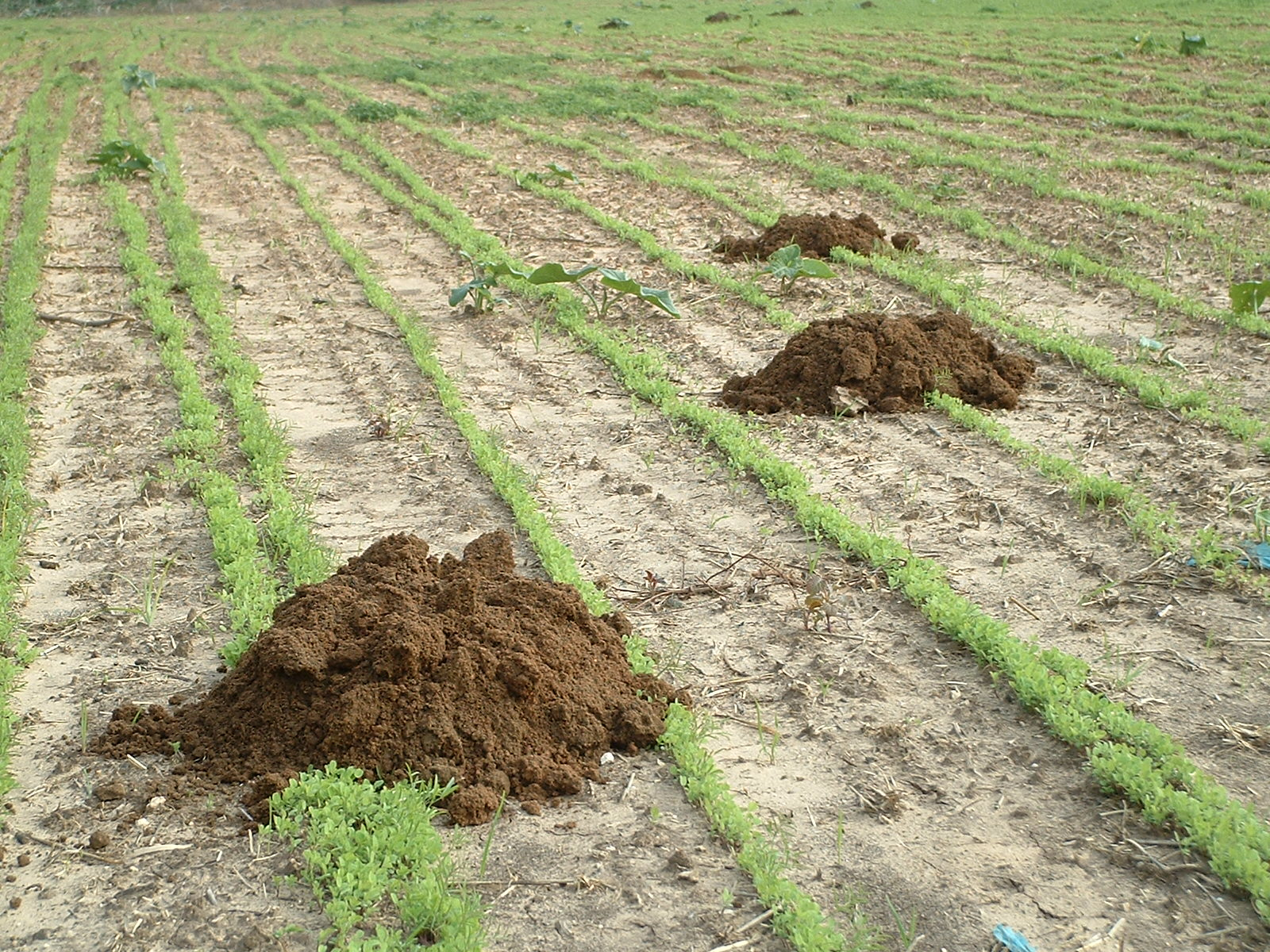
Sistema de túneis da espécie Spalax ehrenbergi em Israel.

As espécies passam a maior parte de suas vidas no subterrâneo, embora alguns possam vir à superfície ocasionalmente para forragear. Eles são ativos o ano todo, com o tempo de atividade diária (noturno, diurno ou crepuscular) variando entre as espécies. Esses roedores constroem elaborados sistemas de túneis, que cavam com os seus incisivos (Spalacinae, Rhizomyinae e Tachyoryctinae) ou com os membros anteriores (Myospalacinae) e usam seus membros traseiros ou o focinho para empurrar o solo para fora a medida que cavam. Os sistemas de túneis incluem áreas bem definidas para descanso, alimentação, e defecação. São animais solitários, com cada animal habitando seu próprio sistema de túnel e defendendo um território que varia em tamanho dependendo da idade, sexo, e tamanho do indivíduo. Geralmente, são sedentários, mas algumas espécies migram sazonalmente quando a comida fica escassa.

## Hábitos alimentares e dieta
A dieta compõe-se basicamente de raizes, bulbos, rizomas, e outras partes de plantas subterrâneas. Brotos, folhas, sementes, frutos, insetos, e outros artrópodes são comidos ocasionalmente por algumas espécies. Muitos armazenam grandes quantidades de comida em seus túneis subterrâneos.

## Reprodução
Os únicos sistemas de acasalamento que foram registrados para a família são a poliginia e poliginandria. Os machos e as fêmeas da maior parte das espécie somente se associam durante um curto período durante a corte e o acasalamento.
Normalmente têm uma ou duas ninhadas por ano. As fêmeas de algumas espécies têm um estro pós-parto, engravidando novamente logo após o parto. Outras fêmeas têm somente uma ninhada na sua vida. O tempo da procriação varia entre e dentro das espécies, e depende da localização geográfica. A gestação dura entre quatro e sete semanas, e podem ter de um a cinco filhotes por ninhada.
As fêmeas constroem ninhos subterrâneos nos quais dão à luz filhotes altriciais. Os machos não ajudam a criar os filhotes. As fêmeas da maior parte das espécies cuidam dos filhotes durante quatro a seis semanas, e o filhote deixa o ninho com dois a três meses de idade.
A longevidade máxima para a família é 4,5 anos, mas provavelmente não vivam mais que um ano na natureza.

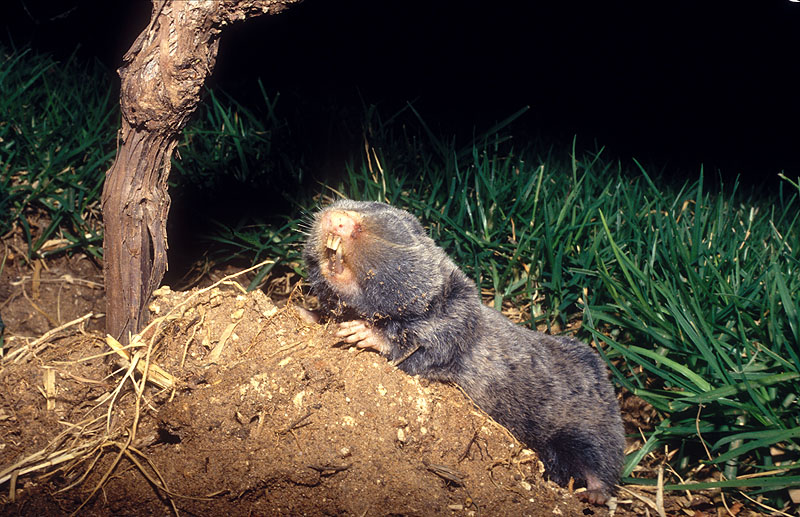
Spalax ehrenbergi, detalhe para os incisivos proeminentes.

## Classificação
As três linhagens fossoriais de Myomorpha - Myospalacinae, Spalacinae e Rhizomyinae - têm sido
reconhecidas na maior parte das principais classificações; contudo, a sistemática entre esses grupos permaneceu inconstante.

### História taxonômica
Alston (1876) designou a Spalacidae com uma família, incluindo as subfamílias Spalacinae e Bathyerginae, e classificou o gênero Myospalax separadamente na subfamília Siphneinae entre a família Muridae. Thomas (1896) incluiu duas subfamília na Spalacidae, Rhizomyinae e Spalacinae, e classificou a Myospalacinae como subfamília da Muridae. Miller e Gidley (1918) posicionaram Myospalacinae e Spalacinae na família Spalacidae, separando da Rhizomyidae. Ellerman (1940, 1941) e Simpson (1945) propuseram classificações similares, exceto que o primeiro colocou a Tachyoryctinae e a Myospalacinae dentro da Muridae, e o último colocou a Myospalacini (como tribo, não mais como subfamília) dentro da Cricetidae.
Chaline et al. (1977) aboliu a família Spalacidae, colocando Spalacinae e Myospalacinae entre os Cricetidae, e a Tachyoryctoidinae e Rhizomyinae na Rhizomyidae. Adicionalmente, alguns autores (Nowak, 1991; Musser e Carleton, 1993; McKenna e Bell, 1997) classificaram todas as subfamília atuais dentro da família Muridae. Contudo, evidências moleculares recentes demonstraram que os gêneros Rhizomys, Tachyoryctes, Myospalax, e Spalax formam um grupo-irmão monofilético a todos os outros Muroidea, sendo então colocados dentro de uma família separada, a Spalacidae. Esta classificação de fato segue a proposta por Tullberg (1899) há mais de 100 anos atrás.
Um regresso a interpretação de Tullberg das afinidades filogenéticas entre Myospalax, Spalax, Rhizomys, e Tachyoryctes é a hipótese melhor apoiada pelo acúmulo de informação morfológica e molecular recente. Este acordo deve ser testado por novas análises cladísticas de sistemas multi-morfológicos e uma série mais ampla de genes.
A posição filogenética do gênero Myospalax tem sido particularmente problemática. Em análises filogenéticas recentes, baseada na sequência de vWF  (fator de von Willebrand) e do gene LCAT  (proteína nuclear Lecitina Colesterol Acil Transferase), Michaux e colaboradores, sugeriram que a subfamília Myospalacinae é mais próxima a Cricetinae, que a Spalacinae e Rhizomyinae. Assim, seguindo a hipótese prévia baseada em caracteres morfológicos proposta por Simpson (1945), a subfamília foi invalidada, e o gênero Myospalax passou a compor a tribo Myospalacini em meio a subfamília Cricetinae. Entretanto, análises filogenéticas posteriores utilizando IRBP  e 12S rRNA mitocondrial e citocromo b, demonstraram que as três linhagens, Myospalacinae, Spalacinae e Rhizomyinae, formam um único e bem sustentado clado basal, em relação a todos os outros muróideos.

### Sistemática
A sistemática supra-genérica segue Musser e Carleton (2005), gêneros extintos de acordo com McKenna e Bell (1997), com o acréscimo de Sinapospalax Sarica e Sen (2003)  e Mesosiphneus  reconhecido por Musser e Carleton como gênero distinto do Prosiphneus; gêneros viventes segundo Musser e Carleton (2005). Modificações posteriores e/ou discordância entre autores vide notas.
Família Spalacidae Gray, 1821

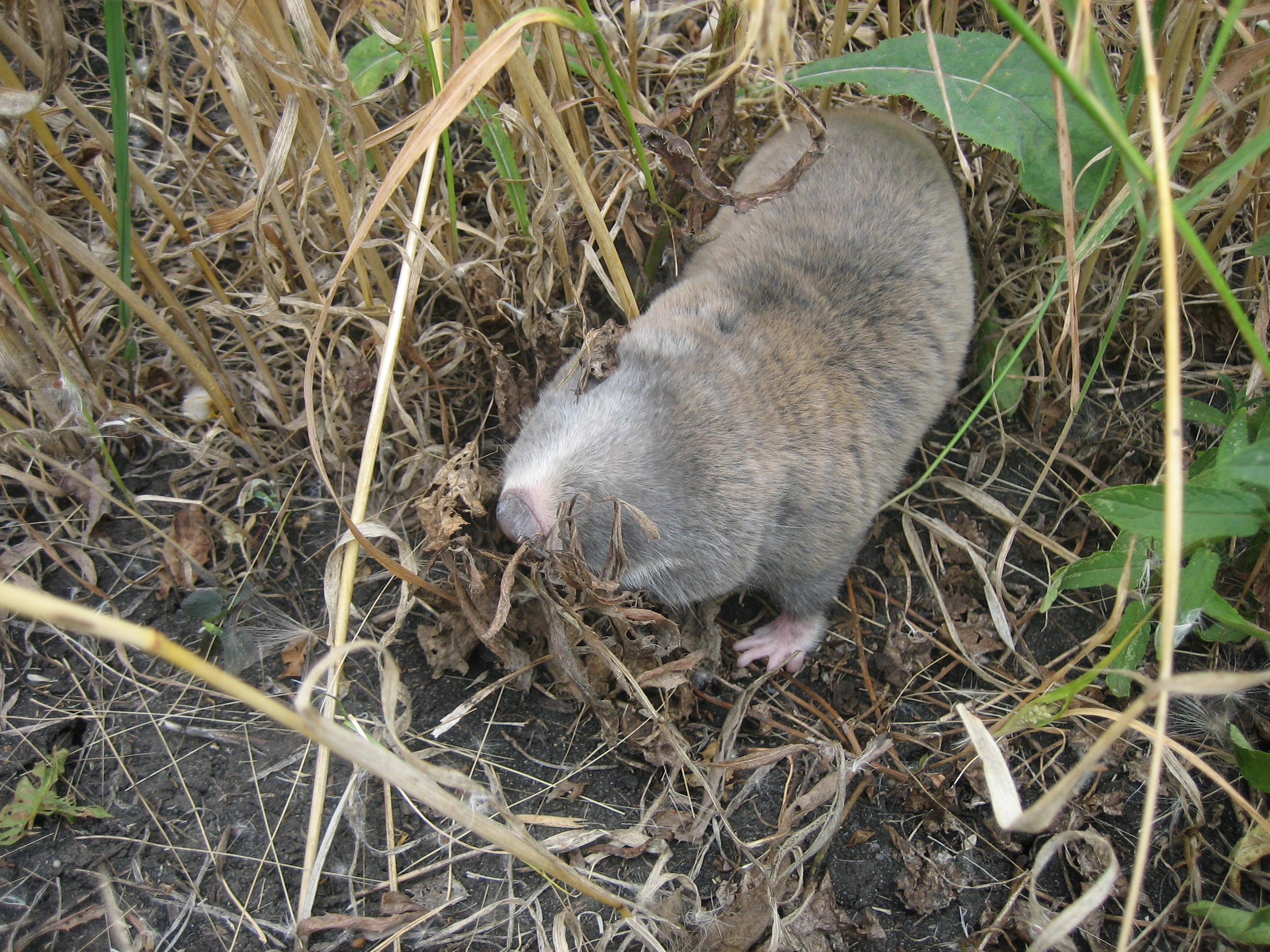
Spalax microphthalmus

- Subfamília Myospalacinae Lilljeborg, 1866
  - Gênero †Prosiphneus Teilhard de Chardin, 1926
  - Gênero †Mesosiphneus Kretzoi, 1961
  - Gênero Eospalax G. M. Allen, 1938
  - Gênero Myospalax Laxmann, 1769
- Subfamília Rhizomyinae (a) Winge, 1887
  - Gênero †Anepsirhizomys Flynn, 1982
  - Gênero †Brachyrhizomys Teilhard de Chardin 1942
  - Gênero Cannomys Thomas, 1915
  - Gênero †Pararhizomys Teilhard de Chardin & Young 1931
  - Gênero Rhizomys Gray, 1831
- Subfamília Tachyoryctinae (b) Miller & Gidley, 1918
  - Gênero †Eicooryctes Flynn, 1982
  - Gênero †Kanisamys Wood 1937
  - Gênero †Nakalimys Flynn & Sabatier, 1984
  - Gênero †Prokanisamys de Bruijn, Hussain & Leinders, 1981
  - Gênero †Pronakalimys Tong & Jaeger, 1993
  - Gênero †Protachyoryctes Hinton, 1933
  - Gênero †Rhizomyides Bohlin, 1946
  - Gênero †Tachyoryctoides Bohlin 1937
  - Gênero Tachyoryctes (c) Rüppell, 1835
- Subfamília Spalacinae Gray, 1821
  - Gênero †Debruijnia Ünay, 1996
  - Gênero †Heramys Hofmeijer & de Bruijn, 1985
  - Gênero †Pliospalax Kormos 1932
  - Gênero †Sinapospalax Sarica & Sen, 2003
  - Gênero Spalax Güldenstaedt, 1770

## Conservação
Das 21 espécies listadas pela IUCN , duas estão "em perigo" (Spalax arenarius; Tachyoryctes macrocephalus), duas "vulneráveis" (Spalax zemni; Spalax giganteus), duas "quase ameaçadas" (Spalax uralensis; Spalax graecus), e doze estão "pouco preocupantes" ou "seguras". Três espécies, Spalax nehringi, Spalax leucodon e Spalax ehrenbergi são classificadas como "dados insuficientes", devido a problemas taxonômicos. A taxonomia atual das espécies é deficiente e uma revisão se faz necessária.